# T.T. Carey
Tristan Demare Carey, detto T.T. (Colonial Beach, 28 luglio 1991), è un ex cestista statunitense.

## Carriera
È stato scelto dai Rio Grande Valley Vipers al secondo giro del Draft della NBA Development League nel 2014 con la quattordicesima chiamata, ma non ha mai giocato in quel campionato.